# عبد الرحمن محمد حسين
عبد الرحمن محمد حسين أدوا أكاديمي وسياسي صومالي شغل منصب رئيس جامعة سيمد في العاصمة الصومالية مقديشو، وشغل منصب وزير الداخلية والشؤون الفيدرالية في الصومال، بعد أن عينه رئيس الوزراء عمر شارماركي في هذا المنصب في 27 يناير 2015.
عُرف النائب أدوا بانتقاده الشديد لحكومة محمد عبد الله فرماجو  وانتخب عضوا في مجلس النواب الفيدرالي الصومالي لفترتين